# Zapadlisko
Zapadlisko je výrazný zalesněný pahorek s nadmořskou výškou 280 m, na kterém byl středověký strážní hrádek nebo tvrz založená pravděpodobně na konci 13. století. Hrádek bývá také nazýván Řepiště. Zapadlisko se nachází u pravého břehu řeky Ostravice v katastru obce Řepiště v okrese Frýdek-Místek v Moravskoslezském kraji. Zapadlisko je také část obce Řepiště.

## Další informace

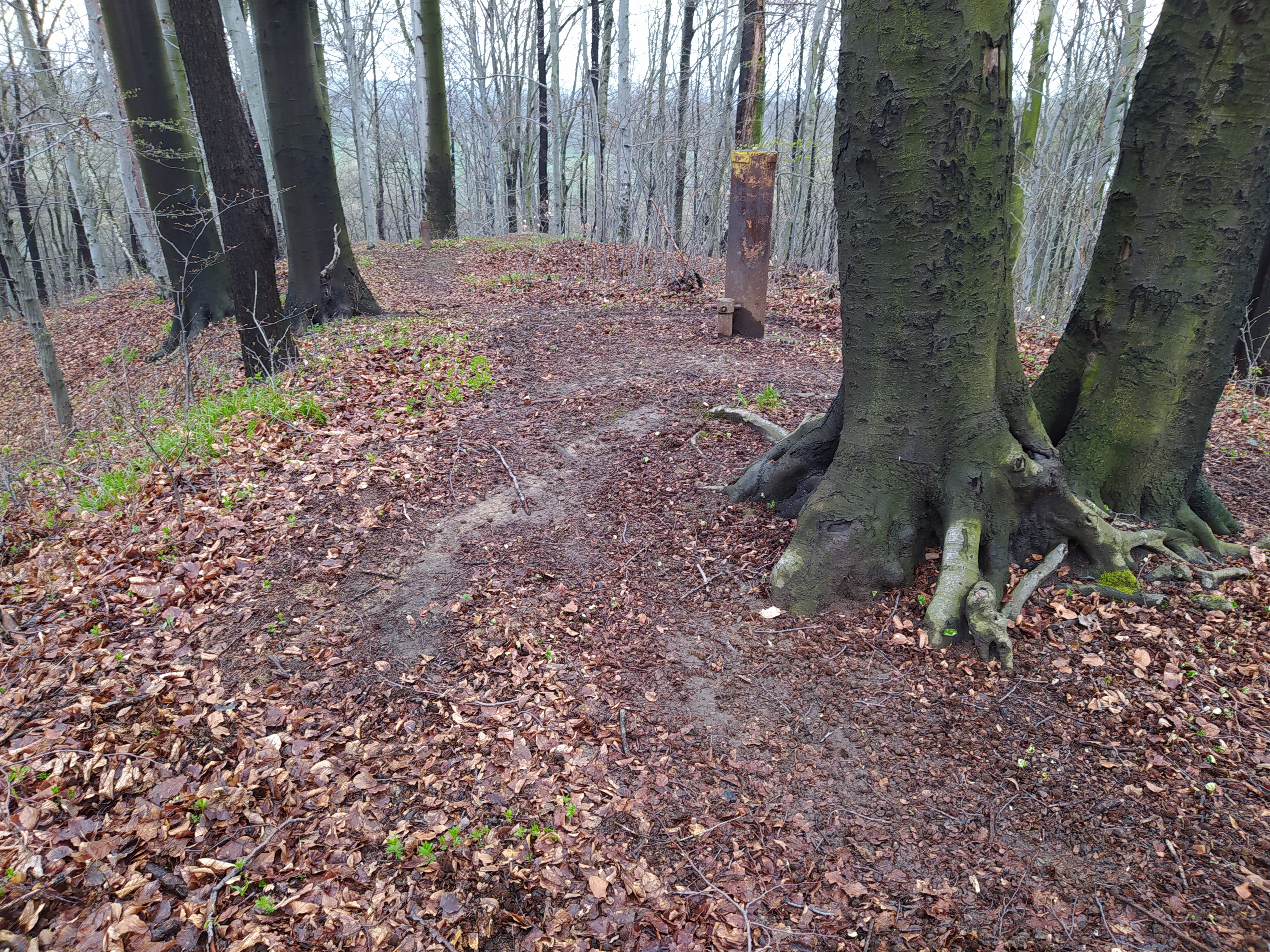
Na vrcholu Zapadliska

Terénní pozůstatky tohoto malého hrádku (tvrze), založeného na konci 13. století nebo přelomu 13. a 14. století, jsou dobře patrné. Dobře viditelný je i val s příkopem. Je pravděpodobné, že val obíhal celý obvod hradu. Je možné, že severovýchodní a jihovýchodní strana je uměle oddělena od stoupajícího terénu a tím vznikl hlavní příkop.
Hrádek patrně založil německý šlechtický rod Baruthů, kterému ve 13. a 14. století patřila vesnice Řepiště.
Při provádění vykopávek paskovským nadučitelem Skácelem byl na Zapadlisku nalezen groš. V roce 1976 byl na lokalitě proveden archeologický výzkum (nalezena převážně keramika, na místě jsou patrné stopy po archeologických výkopech). Nalezený materiál z něj je uložen v Muzeu Beskyd.
Z archeologických nálezů, lze doložit v okolí osídlení z doby kamenné (neolitu až eneolitu) a pozdějších období.
Hrad se nachází nedaleko „pověstmi opředené“ nejstarší budovy Řepišť, kde kdysi žil loupežník Gajdula.
Hrad se nachází nedaleko nádraží Paskov a k hradu vedou pouze lesní cesty.
Severním směrem, ve vzdálenosti cca 1,21 km se nachází podobný hrádek Zaryje.